# مارتینز لیک (آریزونا)
مارتینز لیک (به انگلیسی: Martinez Lake) یک منطقهٔ مسکونی در ایالات متحده آمریکا است که در آریزونا واقع شده‌است. مارتینز لیک ۲۴٫۶۴ کیلومتر مربع مساحت و ۴۳٬۴۸۲ نفر جمعیت دارد و ۵۹ متر بالاتر از سطح دریا واقع شده‌است.